# Caja expositora

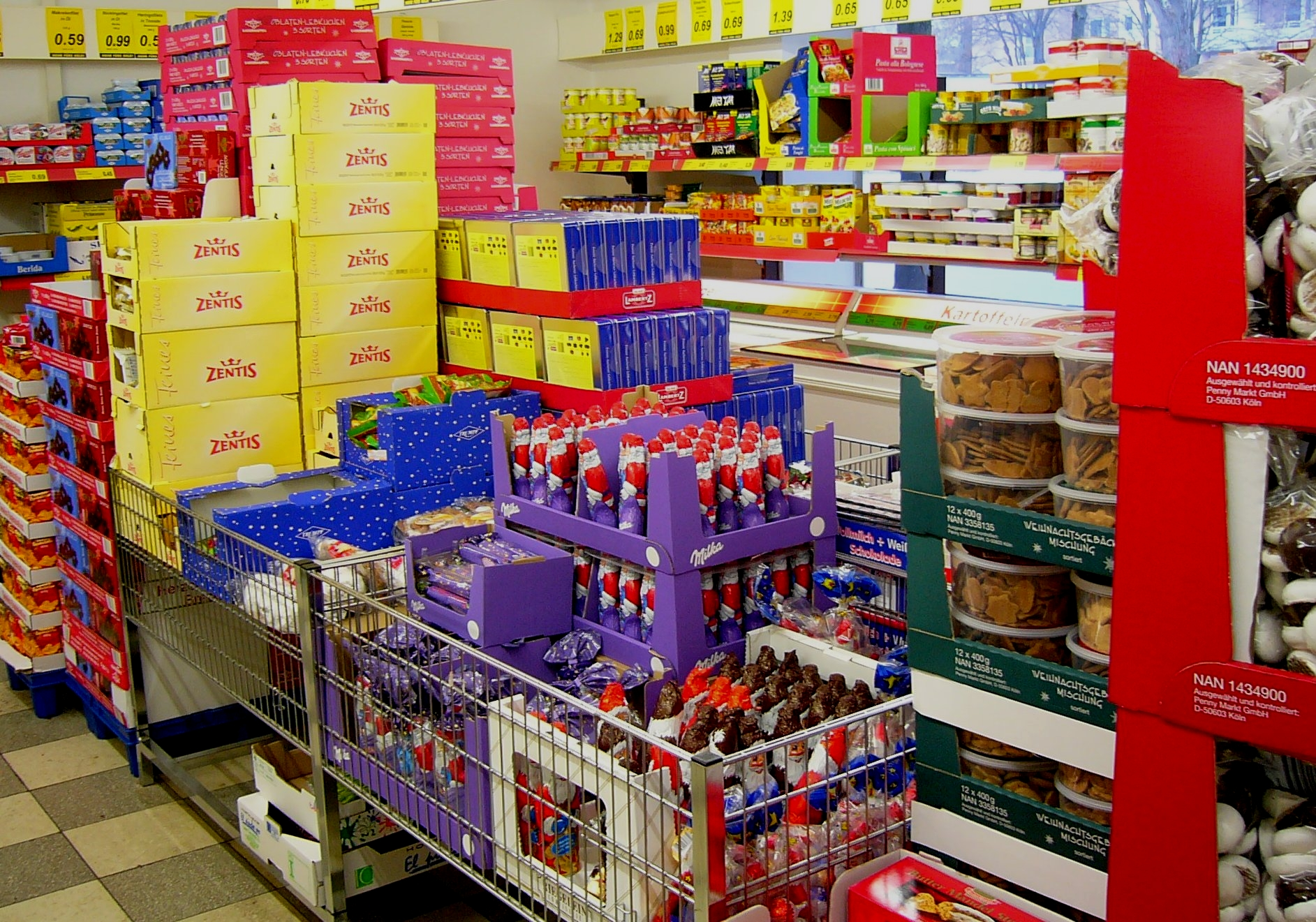
Cajas expositoras en un supermercado

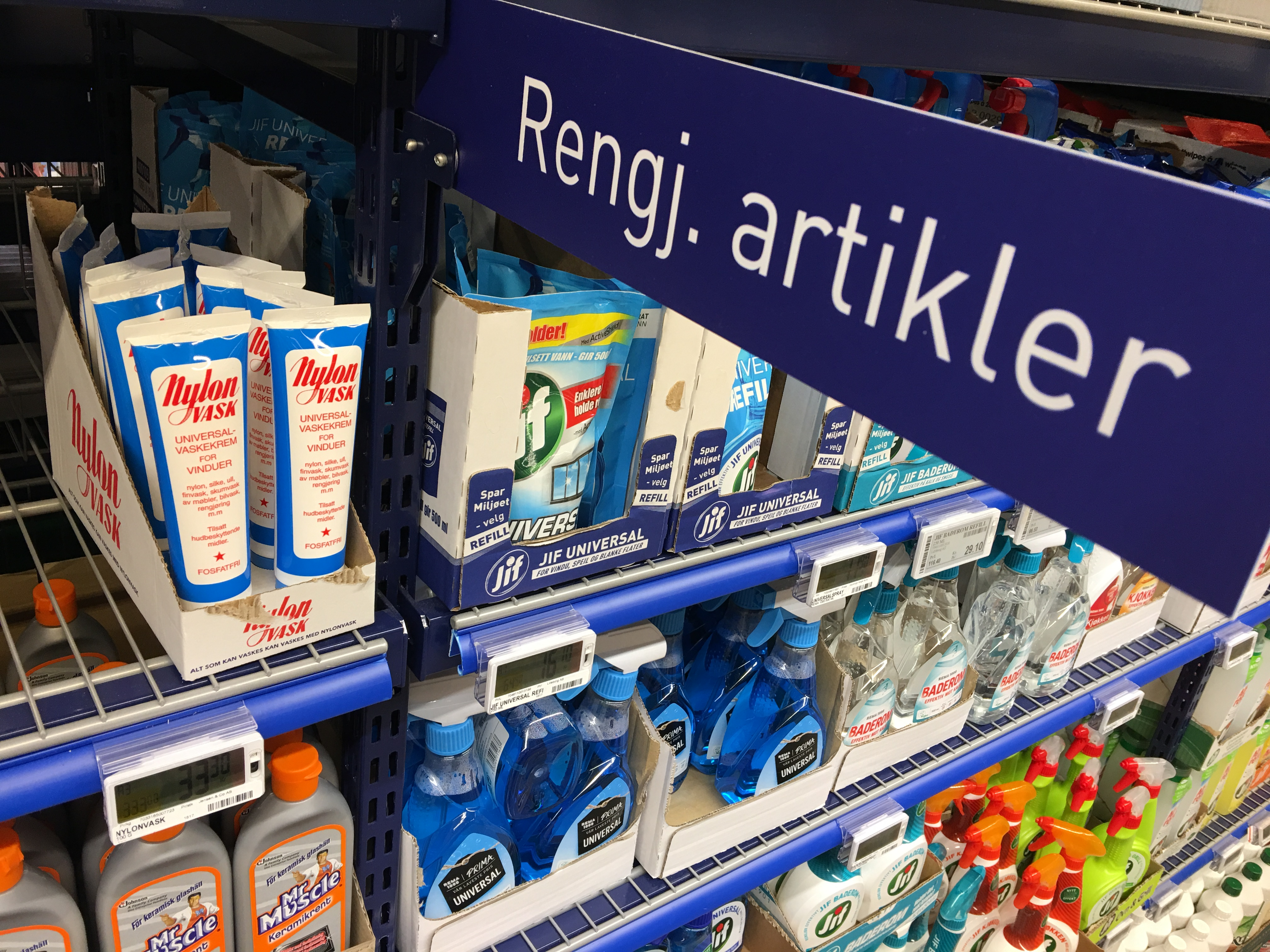
Embalaje con precortados (primer plano) y de dos piezas (a la derecha) en un supermercado en Noruega

Se llama caja expositora —o caja exhibidora en América Latina— al embalaje que cumple una doble función: de transporte y como expositor de producto en el punto de venta. Los principales modelos de caja expositora son:
- Caja con tapa. Es una caja cuya tapa se abre en el punto de venta y doblándose sobre sí misma, se encaja al fondo a modo de cartela. Este tipo de embalaje se suele situar en mostradores o junto a cajas registradoras y está destinado a productos de compra por impulso.
- Caja con precortados. Se trata de una caja estándar (generalmente, de solapas o wrap around) a la que se ha practicado una línea de precortados en uno o varios de sus lados. Este corte permite arrancar parte del embalaje dejando así el producto expuesto en la estantería. Los tipos de precortados más comunes son:
  - Perimetral. La línea de puntos recorre horizontalmente todo el perímetro de la caja.
  - Oblicuo. El precortado adopta la forma de cuña mostrando una mayor superficie de exposición en el frente y una protección progresiva en los laterales de la caja. Este diseño se considera más estético que el anterior por lo que su popularidad es creciente en los comercios de libre servicio.
  - De ventana. El precortado configura una ventana frontal o superior por donde se puede disponer del producto.
  - De apertura frontal. El precorte forma una ventana frontal que se prolonga por la parte superior de la caja abarcando una de las solapas superiores mostrando una mayor superficie de exposición.

La cinta de rasgado se puede considerar una variación del precortado. Consiste en una cinta plástica (dos, en el caso de wrap around) que se coloca en el interior de la caja y que posibilita su apertura limpia tirando de la misma.
- Embalaje doble. Se compone de dos piezas unidas entre sí por medio de varios puntos de pegado. La parte inferior actúa como bandeja y va impresa en alta calidad. La otra se coloca encima encastrada entre el producto y la base siendo de peor calidad tanto en su composición como en el tipo de impresión. La tapa asienta sobre la base pasando así a soportar la carga del apilamiento. En la tienda, se desprende la cubierta con gran facilidad (usando tres dedos) dejando el producto expuesto sobre el lineal. El conjunto se monta en una plegadora-pegadora de doble introductor y varios puntos de pegado y se puede utilizar en líneas de envasado automático pues se comporta como una caja de solapas.
- Exposición informal. Con el fin de agilizar las tareas de manipulación, encontramos frecuentemente en los supermercados embalajes expuestos que no fueron concebidos para tal fin. Así ocurre con aquellos que se rasgan con cúter o con cinta de rasgado dejando al producto sobresalir por la parte superior. Los mensajes de la caja se corresponden a un embalaje de transporte (código de barras, n.º de unidades, peso, etc.) y no a uno promocional (características, mensajes publicitarios, etc.) por lo que la impresión general resulta muy pobre. Se suele dar en bebidas, lejías, aceites, leche y otros productos de bajo valor añadido.